# Telindus
Telindus est une entreprise offrant depuis 1969 des services et des solutions ICT.
En 2005, elle réalise un chiffre d’affaires de 618 millions d’euros. Elle compte une équipe internationale de 2 600 personnes et est présente dans 14 pays de l’Europe Occidentale, en Hongrie, en Chine et en Thaïlande. Le siège de Telindus est situé en Belgique, à Heverlee. Le siège de la filiale française est situé dans le Parc d'activités de Courtabœuf.
En 2010, Belgacom (aujourd'hui Proximus) absorbe Telindus et continue à exploiter Telindus en tant que marque commerciale. Le siège historique d'Herverlee est revendu quelques années plus tard.
En 2014, la filiale Telindus France fait partie du Groupe Numericable-SFR.
En 2015, Telindus France, ayant son siège français aux Ulis(91), disparaît au profit de SFR Business Solutions.

## Historique
1969 : démarrage des activités du Groupe. John Cordier est nommé Directeur.
1979 : ouverture de la première filiale étrangère au Luxembourg puis des filiales au Royaume-Uni, aux Pays-Bas, en Suisse, en France, en Italie, en Allemagne et en Espagne.
1985 : entrée en Bourse
1996 : à la fin des années 1990, renforcement des capacités destinées aux différents opérateurs
2001 : reprise de plusieurs sociétés dans toute l'Europe.
2006 : rachat par le Groupe Belgacom. La marque Telindus et l'identité culturelle sont conservées, l'indépendance de Telindus est maintenue. Le département Network & System Integration de Belgacom est intégré dans Telindus.
2008 : Belgacom réduit le nombre de succursales de son service ICT Telindus. La société conserve des bureaux en Belgique, en Hollande, au Luxembourg, en France, au Royaume-Uni et en Espagne, mais huit autres antennes sont fermées. Ces pays sont, pour l'Europe, l'Allemagne, l'Irlande, l'Italie, le Portugal, la Suisse et la Suède, et pour l'Asie, la Chine et la Thaïlande. Dans ces pays, Telindus est trop petit ou fait des pertes, dixit Belgacom, tel que rapporté dans le journal belge « De Tijd ». Belgacom envisage une vente ou un rachat de l'entreprise par les cadres pour ces pays afin d'éviter des fermetures sèches.
2011 : Belgacom cède sa filiale espagnole à la suite de sa stratégie de focalisation sur les pays majeurs et en parallèle de création d'un réseau de partenaires locaux pour assurer sa présence internationale.
2014 : Belgacom cède sa filiale Telindus France à Vivendi, puis Vivendi cède SFR et Telindus à Numericable.
2019 : L'entreprise luxembourgeoise Tango S.A fusionne avec la société Telindus S.A. Cette dernière, en plus d'absorber Tango, change de nom et s'appelle Proximus Luxembourg S.A.